# Palazzo dei Congressi (Rom)
Der Palazzo dei Congressi (deutsch Kongresspalast), eigentlich Palazzo dei Ricevimenti e dei Congressi (deutsch Empfangs- und Kongresspalast), ist eine Mehrzweckhalle im Stadtteil EUR der italienischen Hauptstadt Rom.
Das Gebäude wurde Mitte der 1930er Jahre geplant und 1937 begannen die Bauarbeiten. Der Kongresspalast wurde anlässlich der Weltausstellung 1942 erbaut, da diese wegen des Zweiten Weltkriegs jedoch nicht stattfand, wurden die Bauarbeiten im selben Jahr unterbrochen und der Palazzo dei Congressi erst 1954 fertiggestellt.
Architekt des Gebäudes war Adalberto Libera, der im Auftrag des faschistischen Regimes von Benito Mussolini den Palazzo als Fortsetzung des „Geistes von Rom“ entwarf. Der Eingangsbereich besteht aus 14 weißen Granitsäulen. Libera wollte zunächst viereckige Stützen bauen. Nach dem Eingang befindet sich der Hauptblock des Palazzo, dieser misst 36 × 36 × 36 Meter. Es folgt hinter dem Saal das Auditorium, das mit Holz verkleidet ist.
Der Palazzo dei Congressi liegt am südöstlichen Ende der Viale della Civiltà del Lavoro, einer der drei Hauptachsen des Stadtteils EUR. Am anderen nordwestlichen Ende liegt in etwa 800 Meter Entfernung der Palazzo della Civiltà Italiana. In unmittelbarer Nähe des Kongresspalastes befinden sich mit dem Palazzo dell’INA und dem Palazzo dell’INPS weitere im gleichen Stil errichtete Repräsentativbauten.
Während der Olympischen Sommerspiele 1960 diente der Palazzo dei Congressi als Wettkampfstätte für die Fechtwettbewerbe und für das Fechten im Modernen Fünfkampf.

## Bilder

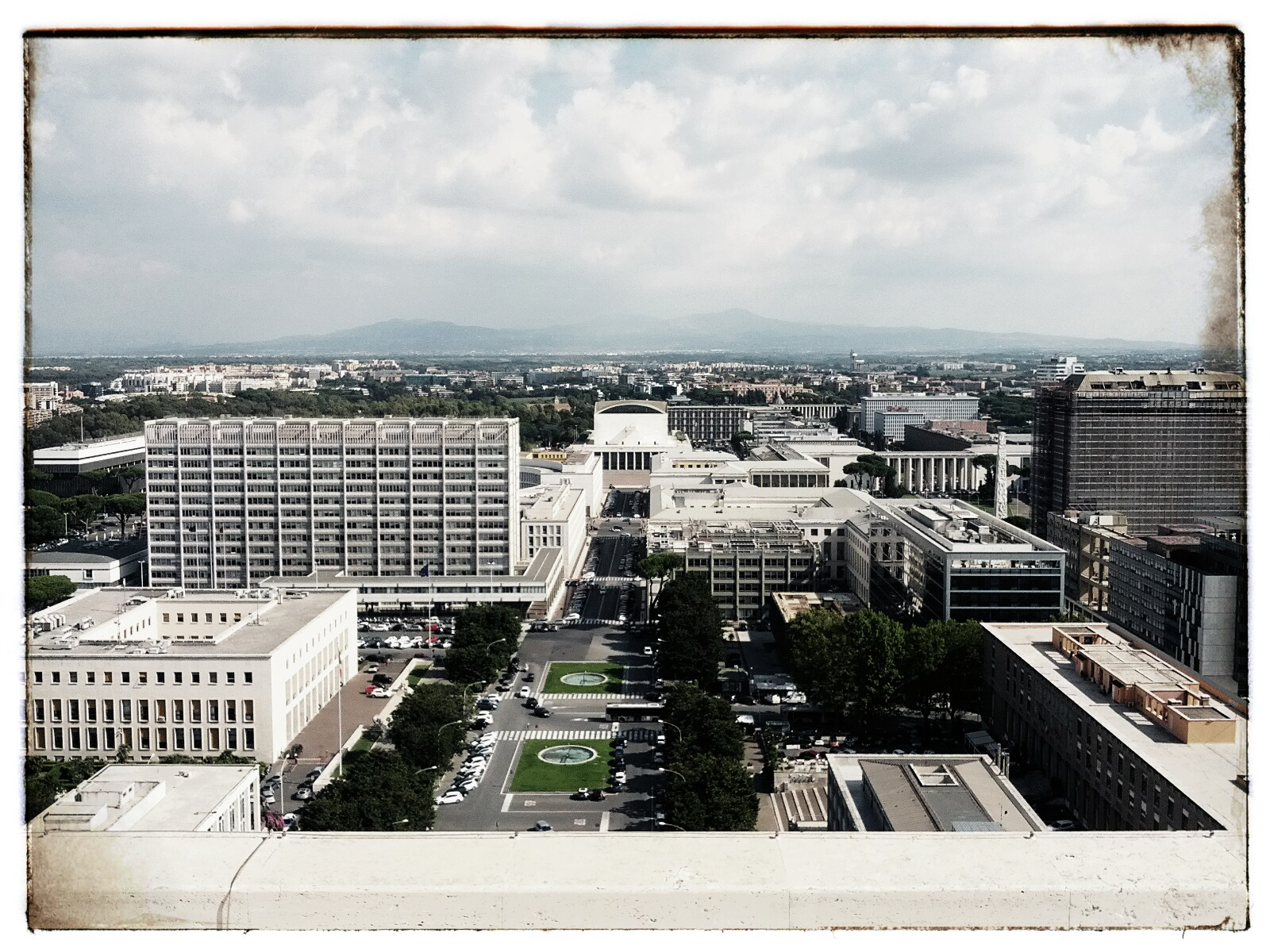
Der Palazzo del Congresso mit der Viale della Civiltà del Lavoro vom Palazzo della Civiltà Italiana aus
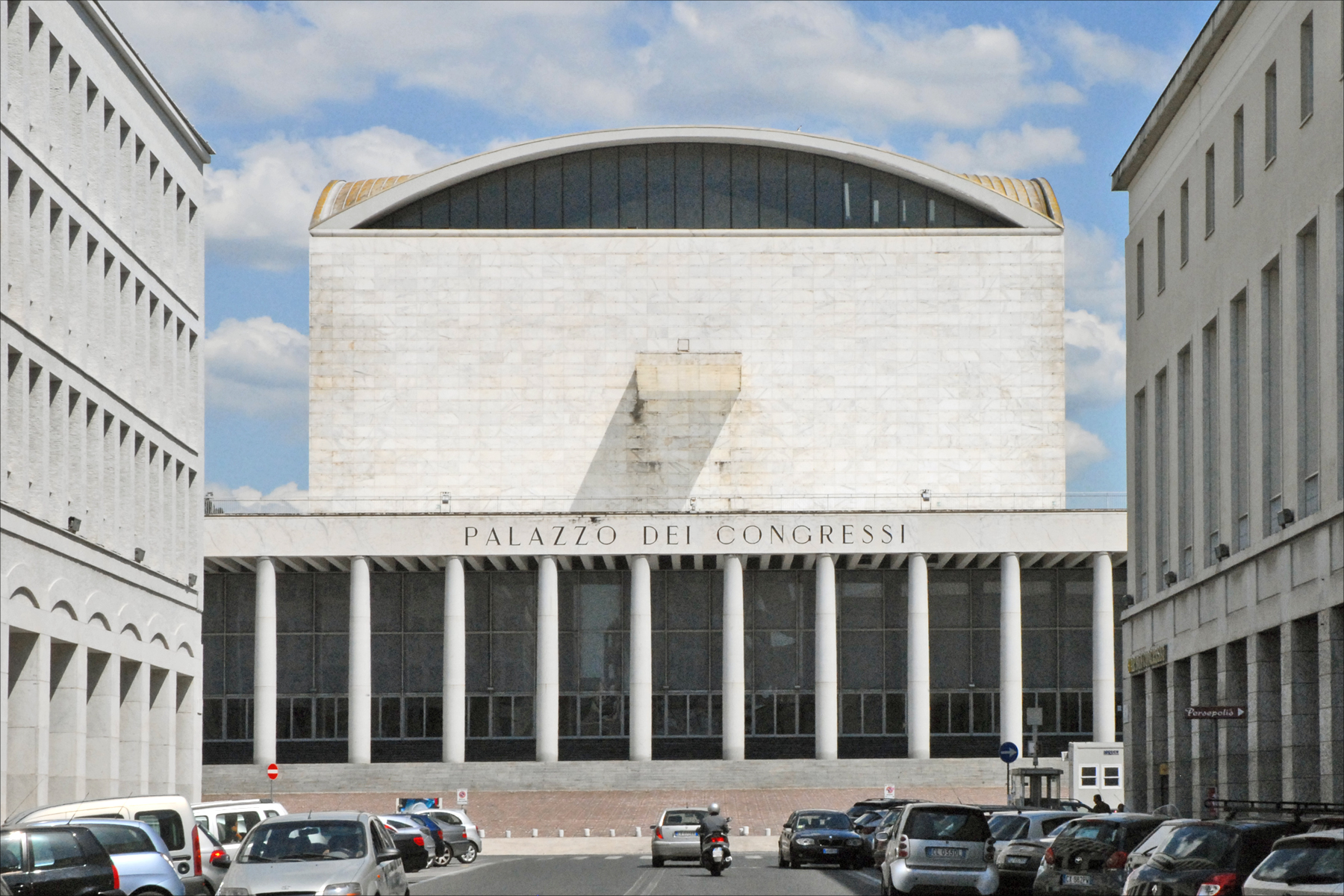
Fassade von der Viale della Civiltà del Lavoro
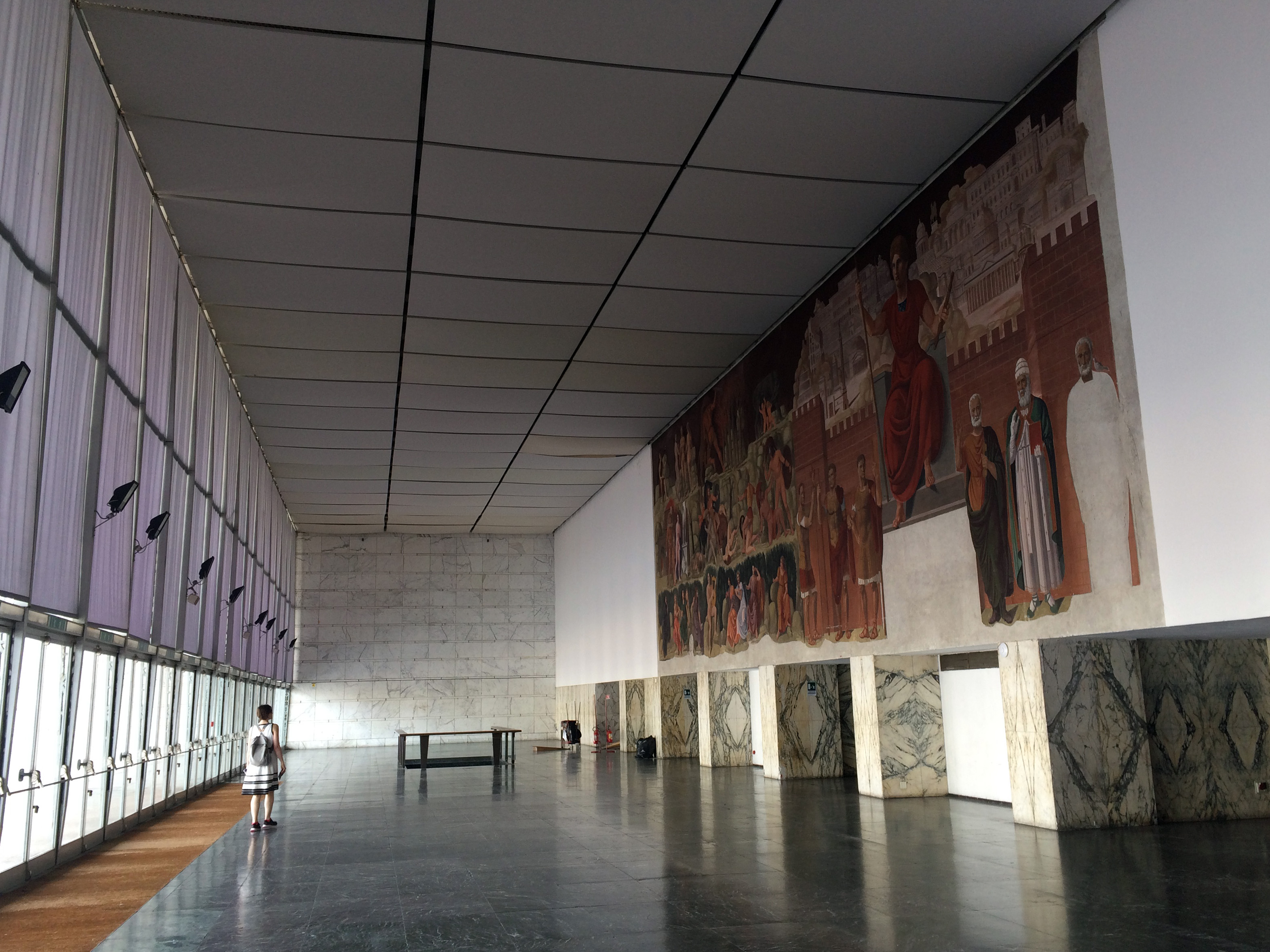
Eingangshalle
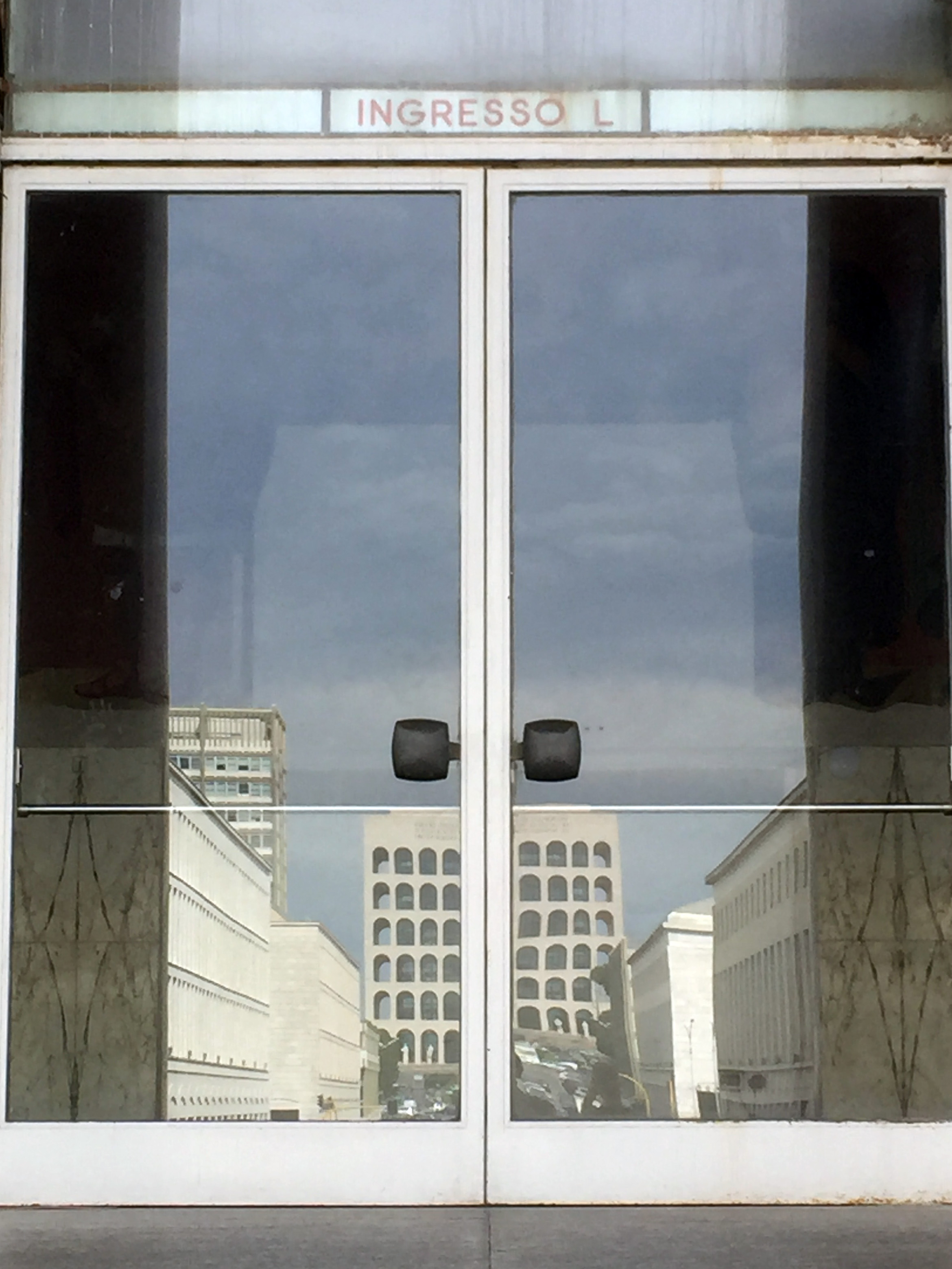
Eingangstür, in der sich der Palazzo della Civiltà Italiana spiegelt